# Coemansia scorpioidea
Coemansia scorpioidea är en svampart som beskrevs av Linder 1943. Coemansia scorpioidea ingår i släktet Coemansia och familjen Kickxellaceae.   Inga underarter finns listade i Catalogue of Life.